# Microchironomus superatus
Microchironomus superatus är en tvåvingeart som först beskrevs av Jean-Jacques Kieffer 1922.  Microchironomus superatus ingår i släktet Microchironomus och familjen fjädermyggor.
Artens utbredningsområde är Tyskland. Inga underarter finns listade i Catalogue of Life.